# هيلموت برينر
هيلموت برينر (بالألمانية: Helmut Brenner)‏ هو عالم موسيقى نمساوي، ولد في 1957 في Mürzzuschlag ‏ في النمسا، وتوفي في 17 فبراير 2017.